# Zbigniew Rau (policjant)
Zbigniew Władysław Rau (ur. 27 lipca 1974 w Poznaniu, zm. 14 stycznia 2020 w Nowym Tomyślu) – polski policjant, politolog, doktor nauk prawnych, w 2007 podsekretarz stanu w Ministerstwie Spraw Wewnętrznych i Administracji w rządzie Jarosława Kaczyńskiego, koordynator Polskiej Platformy Bezpieczeństwa Wewnętrznego, doradca Jerzego Buzka w okresie, gdy był on przewodniczącym Parlamentu Europejskiego.

## Życiorys

### Wykształcenie
Syn Mieczysława i Krystyny. W 1997 ukończył studia w Wyższej Szkole Policji w Szczytnie, zaś dwa lata później studia w zakresie międzynarodowych stosunków politycznych na Wydziale Nauk Społecznych Uniwersytetu im. Adama Mickiewicza w Poznaniu. W 2001 uzyskał na Wydziale Prawa Uniwersytetu w Białymstoku stopień doktora nauk prawnych w zakresie prawa i kryminologii (tytuł pracy doktorskiej: Przestępczość zorganizowana w Polsce i jej zwalczanie).

### Kariera zawodowa
Po ukończeniu studiów w Wyższej Szkole Policji w Szczytnie rozpoczął służbę jako oficer policji. Początkowo pracował w Wydziale Kryminalnym Komendy Rejonowej Policji w Poznaniu. Od 2000 był pracownikiem Komendy Wojewódzkiej w Poznaniu, najpierw w Wydziale Prewencji (Policyjna Izba Dziecka), a od 2001 pełnił funkcję Pełnomocnika Komendanta Wojewódzkiego ds. Zarządzania Jakością.
18 maja 2007 został powołany na stanowisko podsekretarza stanu w Ministerstwie Spraw Wewnętrznych i Administracji (obowiązki objął 22 maja 2007). Przejął na tym stanowisku obowiązki zdymisjonowanego sekretarza stanu Marka Surmacza. Jako podsekretarz stanu Zbigniew Rau odpowiadał za:
- Policję
- Straż Graniczną
- Biuro Ochrony Rządu
- Wyższą Szkołę Policji w Szczytnie
- Departament Bezpieczeństwa Publicznego

9 sierpnia 2007 podał się do dymisji w związku z odwołaniem szefa MSWiA Janusza Kaczmarka.
Był autorem wielu publikacji na temat przestępczości zorganizowanej, a także był współautorem nowelizacji ustawy o świadku koronnym. Uczestniczył w szeregu międzynarodowych wyjazdów studyjnych m.in. do Stanów Zjednoczonych, Włoch, Norwegii i Hiszpanii. Należał do Polskiego Towarzystwa Kryminologicznego im. prof. Stanisława Batawii. Był współtwórcą Polskiej Platformy Bezpieczeństwa Wewnętrznego.
W kwietniu 2014 zatrzymany przez policję pod zarzutem prowadzenia samochodu pod wpływem alkoholu oraz narażenia na niebezpieczeństwo pasażerów innego samochodu z użyciem broni palnej w pobliżu Chrośnicy.
W maju 2015 Prokuratura Okręgowa w Zielonej Górze uznała, że podczas wydarzeń 6 kwietnia 2014 niezależnie od faktu jazdy w stanie nietrzeźwości doszło do popełnienia przestępstw na szkodę Zbigniewa Rau i zaistnienia stanu wyższej konieczności. W lipcu 2016 roku Sąd Okręgowy w Poznaniu prawomocnie umorzył postępowanie przeciwko Zbigniewowi Rau zwracając mu również zatrzymane prawo jazdy.